# Marno
Marno – wieś w Słowenii, w gminie Hrastnik. W 2018 roku liczyła 188 mieszkańców.